# 宮瀬七海
宮瀬 七海（みやせ ななみ・1994年〈平成6年〉8月7日 - ）は、日本のグラビアモデル、レースクイーン、タレントである。埼玉県出身。イー・スマイル所属。愛称は「ななみん」。

## 略歴

### RQ活動開始 - いもドリへ
2016年、SUPER GT300クラス「GAINER sucre」（11号車担当）としてレースクイーンデビュー。同年と2017年には、D1 GRAND PRIXとスーパー耐久で「DIXCEL GIRLS」としても活動する。
2017年、SUPER GT「apr HYBRID Victoria」のレースクイーン（30号車担当）を務める他、同じ事務所の佐崎愛里、安田七奈らと共に伊勢崎オートレース場のグリッドガールユニット「キラッツ」としても活動した。
2018年、「Owltech Lady」（オウルテックレディ）としてSUPER GT500クラスのレースクイーンを担当。同年には西口プロレスのラウンドガールも務めた。翌2019年はアップガレージ「ドリフトエンジェルス」の“いもドリ”としてRQ・パフォーマンス活動を行ったが、この年限りでドリエン自体が活動休止したため、最後のいもドリメンバーのうちの一人となっている。

### Mobil1レースクイーンとS耐イメージガール
2020年1月11日、3年間務めた佐崎愛里と小林沙弥香から引き継ぐ形で、「Mobil1レースクイーン」に就任したことを東京オートサロン2020で発表。相方が1995年（平成7年）生まれの知本真以子となったため、初めてMobil1レースクイーンが平成生まれ&1990年代生まれに統一された。翌2021年と2022年も知本と共にMobil1に携わっているが、2022年度以降は「Mobil1レーシングサポーターズ」に名称変更されている。
また同じ事務所の一瀬優美と宮本りおから引き継ぐ形で、「D'stationフレッシュエンジェルズ」としてスーパー耐久の公式イメージガールを2020年と2021年の2年連続で務めたが、2021年度をもってフレエンがS耐のイメージガールから撤退したため、それに代わる形でSDGs（持続可能な開発目標）アンバサダー『Swish』（スウィッシュ）が発足。宮瀬と阿比留あんな・松田蘭の3人は2023年も引き続きSwishとしてイメージガールを務めており、S耐としては同一ユニット名・同一メンバーで継続した初の公式イメージガールとなった。
2022年1月15日、東京オートサロン2022（幕張メッセ）内で発表された『日本レースクイーン大賞2021』で4代目冠スポンサーの「MediBang（メディバン）」賞を愛川菜月・太田麻美・水瀬琴音と共に受賞。更に翌2023年1月14日発表の『日本レースクイーン大賞2022』では大賞5名の中に入った他、東京中日スポーツ賞も受賞。Mobil1レースクイーン→Mobil1レーシングサポーターズにとっては、初のRQ大賞受賞となった。
2023年は3年間務めたMobil1のRQを小湊美月と引地裕美に譲り、「KOBELCO GIRLS」としてTGR TEAM SARDのレースクイーンを担当。以後2024年・2025年と3年連続でKOBELCO GIRLSを務めている。またSwishについては2024年度のメンバーから外れたため（後任は夏実晴香)、S耐イメージガール在任は安枝瞳と林紗久羅に並ぶ4年間でストップした。

## 人物
- 子供の頃からスポーツカーが好きで、父と一緒にSUPER GTを観戦していた程である[23]。高校卒業後は整備士を夢見ていたが、「（キャピキャピしている子に）整備士の仕事は無理」と言われた為、RQ・モデルの仕事を始めた[23][24]。
- 好きな漫画は『頭文字D』[23]。
- 趣味はカフェ巡り、ドライブ、買い物。特技はダンス、水泳。
- 秘書検定2級の資格を持つ。

## 活動

### レースクイーン
| 年            | カテゴリー                    | チーム名                                          | 他メンバー                         | 出典              |
| ------------- | ----------------------------- | ------------------------------------------------- | ---------------------------------- | ----------------- |
| 2016年        | SUPER GT                      | GAINER sucre（11号車）                            | 望月リア、鳳ゆま                   |                   |
| 2016年        | D1 GRAND PRIX                 | DIXCEL GIRLS                                      | 音羽美香                           | [ 3 ]             |
| 2017年        | SUPER GT                      | apr HYBRID Victoria（30号車）                     | 有馬奈那、橘代笑                   | [ 雑誌 1 ] [ 27 ] |
| 2017年        | D1 GRAND PRIX スーパー耐久    | DIXCEL GIRLS                                      | 北川みこ                           | [ 動画 2 ]        |
| 2018年        | SUPER GT                      | LEXUS TEAM LEMANS WAKO'S 「Owltech Lady」         | 日比ゆり                           | [ 6 ]             |
| 2019年        | SUPER GT                      | アップガレージ 「ドリフトエンジェルス」“いもドリ” | 一希紫音                           | [ 8 ]             |
| 2019年        | スーパー耐久                  | MP Racing「MPエンジェル」                         | 今井みどり、香月わかな、雪音まりな | [ 28 ]            |
| 2020年 2021年 | SUPER GT スーパーフォーミュラ | Mobil 1 レースクイーン                            | 知本真以子                         | [ 10 ] [ 動画 1 ] |
| 2022年        | SUPER GT スーパーフォーミュラ | Mobil 1 レーシングサポーターズ                    | 知本真以子                         | [ 11 ]            |
| 2023年        | SUPER GT                      | TGR TEAM SARD 「KOBELCO GIRLS」                   | 林紗久羅、太田麻美                 | [ 19 ]            |
| 2024年        | SUPER GT                      | TGR TEAM SARD 「KOBELCO GIRLS」                   | 太田麻美、朝倉咲彩                 | [ 20 ]            |
| 2025年        | SUPER GT                      | TGR TEAM SARD 「KOBELCO GIRLS」                   | 名取くるみ、木村楓                 | [ 21 ]            |

### キャンペーンガール
- ボートレース住之江「SG第31回グランプリ」（2016年12月）[29]
- ボートレース徳山「G1第60回中国地区決定戦」（2017年2月）[30]
- 伊勢崎オートレース場グリッドガールズ「キラッツ」（2017年）[5]
- ボートレース芦屋「GIIMB大賞・次世代スターチャレンジバトル」（2019年7月）[31]
- スーパー耐久イメージガール「D'station フレッシュエンジェルズ」（2020年 - 2021年）[12][13]
- スーパー耐久イメージガール『SDGsアンバサダー“Swish”』（2022年）[14]
- スーパー耐久イメージガール『Swish』（2023年）[32]

### その他
- 西口プロレスリングガール「西口向上委員会」（2018年）[7]

## 出演

### テレビ番組
- よじごじDays「健康セルフチェックSP」（テレビ東京、2019年1月24日放送）- モデルとして出演[33]

### CM
- GMOオフィスサポート（2022年）[動画 3]

### イベント

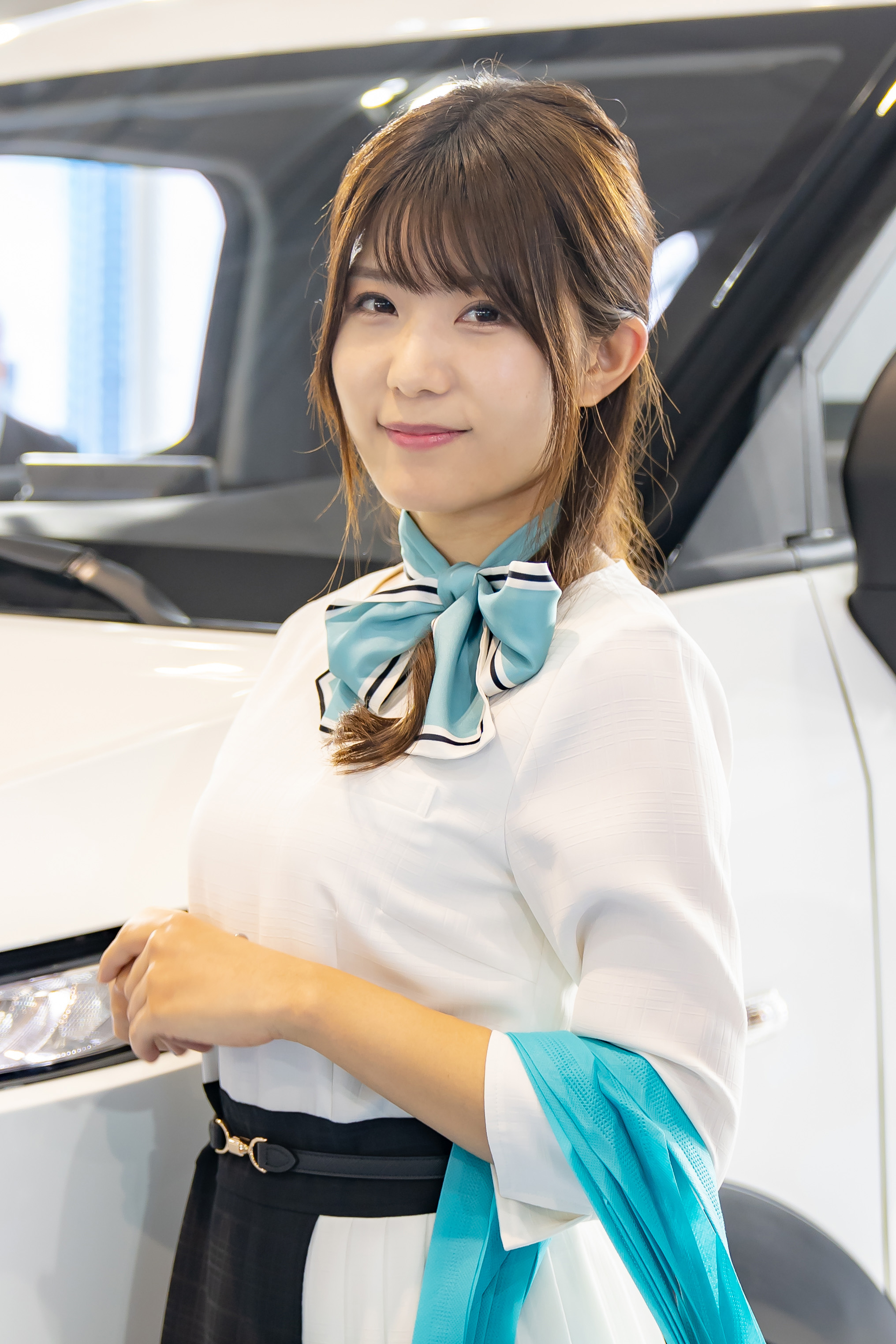
東京オートサロン2023にて
（2023年1月14日）

| イベント名         | 年                   | 出演ブース   | 備考・出典                                 |
| ------------------ | -------------------- | ------------ | ------------------------------------------ |
| 東京オートサロン   | 2016年 2017年 2018年 | DIXCEL       | [ 34 ] [ 35 ] [ 36 ]                       |
| 東京オートサロン   | 2019年               | オウルテック | [ 37 ]                                     |
| 東京オートサロン   | 2020年               | ブリヂストン | 霧島聖子、英美里とも共演                   |
| 東京オートサロン   | 2022年               | C-WEST       | 林紗久羅、阿比留あんな、廣川エレナとも共演 |
| 東京オートサロン   | 2023年               | HW ELECTRO   | 今井みどり、水瀬琴音とも共演               |
| 東京オートサロン   | 2024年               | SARD         | KOBELCO GIRLSとして出演                    |
| 東京モーターショー | 2017年               | 日本特殊陶業 | [ 41 ]                                     |
| AnimeJapan         | 2017年               | 日本工学院   | [ 42 ]                                     |
| 東京ゲームショウ   | 2016年 2017年        | Xperia       | [ 43 ] [ 44 ]                              |
| 東京ゲームショウ   | 2018年               | 日本工学院   | [ 45 ]                                     |
| ニコニコ超会議     | 2016年               | Xperia       | [ 43 ]                                     |
| ニコニコ超会議     | 2018年               | SANYO        | [ 46 ]                                     |